# پیتر هنسی
پیتر هنسی (انگلیسی: Peter Hennessy؛ زادهٔ ۲۸ مارس ۱۹۴۷) سیاستمدار، تاریخ‌نگار، و روزنامه‌نگار اهل بریتانیا است.
همچنین برندهٔ جوایزی همچون جایزه داف کوپر و جایزه جرج اورول شده‌است.